# エド・デイビス
エドワード・デイビス（Edward Adam Davis、1989年6月5日 - ）はアメリカ合衆国ワシントンD.C.出身のバスケットボール選手。ポジションはセンター。

## 経歴

### 学生時代
バージニア州メカニクスビルのハノーバー高校に入学し、リッチモンド (バージニア州)のベネディクティン高校に転校し、2008年にマクドナルド・オール・アメリカン・ゲームズに選ばれるとともに、バージニア州の「Mr.バスケットボール」に選ばれた。
ノースカロライナ大学ターヒールズで2008年から2シーズンプレーし、2010年のNBAドラフトにアーリーエントリーした。

### トロント・ラプターズ
2010年のNBAドラフトでトロント・ラプターズに全体13位で指名を受け、2010年7月6日、契約を結んだ。1ヶ月後にDリーグのエリー・ベイホークスにアサインされた。11月29日にラプターズに呼び戻され、12月1日にNBAデビューを果たし、ワシントン・ウィザーズ戦で11得点6リバウンド、2ブロックを記録した。2011年4月6日、キャリアハイとなる22得点をニューヨーク・ニックス戦で記録した。

### メンフィス・グリズリーズ
2013年1月30日、トロント・ラプターズ、デトロイト・ピストンズ、メンフィス・グリズリーズの3チーム間トレードで、ピストンズのテイショーン・プリンス、オースティン・デイと共にメンフィス・グリズリーズにトレードされた。この際にホセ・カルデロンがピストンズに、ルディー・ゲイとハムド・ハダディがラプタースにトレードされた。
2014年6月30日、グリズリーズからクオリファイング・オファーを得られず、制限なしフリーエージェントとなった。

### ロサンゼルス・レイカーズ
2014年7月23日、ロサンゼルス・レイカーズと契約した。

### ポートランド・トレイルブレイザーズ
2015年6月9日、ポートランド・トレイルブレイザーズと 3年 2,000万ドルの契約を結んだ。
2015年11月21日のロサンゼルス・クリッパーズ戦で17得点 15リバウンドをマーク。1試合に10オフェンスリバウンドはグレッグ・オデンが2009年に記録 して以来のことだった。全試合ベンチからの出場だったものの高いFG成功率をマークしゴール下で存在感を示した。2017年3月に左肩を痛め残りの試合を全休 した。

### ブルックリン・ネッツ
2018年7月23日、ブルックリン・ネッツと1年440万ドルで契約を結んだ。

### ユタ・ジャズ
2019年7月20日、ユタ・ジャズと1年契約を結んだ。

### ミネソタ・ティンバーウルブズ
2020年11月22日、3チーム間のトレードによりミネソタ・ティンバーウルブズに移籍した。

### クリーブランド・キャバリアーズ
2021年10月13日、クリーブランド・キャバリアーズと1年契約を結んだ。

## 個人成績

### レギュラーシーズン
| シーズン   | チーム     | GP  | GS  | MPG  | FG%  | 3P%  | FT%  | RPG | APG | SPG | BPG | PPG |
| ---------- | ---------- | --- | --- | ---- | ---- | ---- | ---- | --- | --- | --- | --- | --- |
| 2010–11    | TOR        | 65  | 17  | 24.6 | .576 | —    | .555 | 7.1 | .6  | .6  | 1.0 | 7.7 |
| 2011–12    | TOR        | 66  | 9   | 23.2 | .513 | .000 | .670 | 6.6 | .9  | .6  | 1.0 | 6.3 |
| 2012–13    | TOR        | 45  | 24  | 24.2 | .549 | —    | .647 | 6.7 | 1.2 | .6  | .8  | 9.7 |
| 2012–13    | MEM        | 36  | 4   | 15.1 | .517 | —    | .569 | 4.4 | .2  | .4  | 1.3 | 5.1 |
| 2012-13計  | MEM        | 81  | 28  | 20.1 | .539 | —    | .617 | 5.7 | .8  | .5  | 1.0 | 7.7 |
| 2013–14    | MEM        | 63  | 4   | 15.2 | .534 | —    | .528 | 4.1 | .4  | .3  | .7  | 5.7 |
| 2014–15    | LAL        | 79  | 24  | 23.3 | .601 | —    | .487 | 7.6 | 1.2 | .6  | 1.2 | 8.3 |
| 2015–16    | POR        | 81  | 0   | 20.8 | .611 | —    | .559 | 7.4 | 1.1 | .7  | .9  | 6.5 |
| 2016–17    | POR        | 46  | 12  | 17.2 | .528 | —    | .617 | 5.3 | .6  | .3  | .5  | 4.3 |
| 2017–18    | POR        | 78  | 0   | 18.9 | .582 | .000 | .667 | 7.4 | .5  | .4  | .7  | 5.3 |
| 2018–19    | BKN        | 81  | 1   | 17.9 | .616 | .000 | .617 | 8.6 | .8  | .4  | .4  | 5.8 |
| 2019–20    | UTA        | 28  | 1   | 10.8 | .478 | —    | .500 | 3.8 | .4  | .4  | .3  | 1.8 |
| 2020–21    | MIN        | 23  | 7   | 13.0 | .432 | —    | .833 | 5.0 | .9  | .6  | .6  | 2.1 |
| 通算：11年 | 通算：11年 | 691 | 103 | 19.6 | .566 | .000 | .585 | 6.6 | .8  | .5  | .8  | 6.2 |

### プレイオフ
| シーズン  | チーム    | GP | GS | MPG  | FG%  | 3P%  | FT%   | RPG | APG | SPG | BPG | PPG |
| --------- | --------- | -- | -- | ---- | ---- | ---- | ----- | --- | --- | --- | --- | --- |
| 2013      | MEM       | 8  | 0  | 6.0  | .417 | —    | .750  | 1.4 | .0  | .0  | .1  | 1.6 |
| 2014      | MEM       | 7  | 0  | 3.6  | .300 | —    | .000  | 2.1 | .0  | .1  | .4  | .9  |
| 2016      | POR       | 11 | 0  | 18.6 | .525 | .000 | .576  | 6.8 | 1.3 | .2  | .6  | 5.5 |
| 2018      | POR       | 4  | 0  | 17.8 | .500 | —    | .250  | 8.0 | .0  | .0  | .3  | 2.8 |
| 2019      | BKN       | 3  | 0  | 13.7 | .700 | —    | 1.000 | 6.3 | .7  | .0  | .3  | 5.3 |
| 出場：5回 | 出場：5回 | 33 | 0  | 11.8 | .500 | .000 | .568  | 4.6 | .5  | .1  | .4  | 3.2 |

## プレースタイル
リバウンドに優れ、特にオフェンスリバウンドでの競り合いに強くゴール下では脅威となる存在。

## 家族
父親はダラス・マーベリックスなどに在籍していたテリー・デイビス。